# Marta Urbanová
Marta Urbanová (* 14. Oktober 1960 in Budweis) ist eine ehemalige Hockeyspielerin aus der Tschechoslowakei, die 1980 eine olympische Silbermedaille gewann.

## Leben
Die Mittelfeldspielerin trat auf Vereinsebene für Slavia Prag an, die Meistermannschaft der Tschechoslowakei von 1980.
Bei der olympischen Premiere von Damenhockey 1980 in Moskau waren die Niederlande, Deutschland, Argentinien und Australien wegen des Olympiaboykotts nicht am Start. Diese vier Teams hatten bis dahin die Weltmeisterschaftsmedaillen gewonnen. In Moskau waren sechs Mannschaften am Start, die alle gegeneinander spielten. Die Tschechoslowakei verlor gegen die Mannschaft aus der Sowjetunion, spielte Unentschieden gegen Simbabwe und gewann die anderen drei Partien. Am Ende siegte die Mannschaft aus Simbabwe mit einem Punkt Vorsprung vor der Mannschaft aus der Tschechoslowakei, einen weiteren Punkt dahinter erhielt die Mannschaft aus der Sowjetunion die Bronzemedaille.